# Franz Neuländtner
Franz Neuländtner (29 gennaio 1966) è un ex saltatore con gli sci austriaco.

## Biografia
In Coppa del Mondo esordì il 4 gennaio 1983 a Innsbruck (69°), ottenne il primo podio l'8 dicembre 1985 a Thunder Bay (2°) e la prima vittoria il 15 dicembre successivo a Lake Placid.
In carriera prese parte a due edizioni dei Campionati mondiali, vincendo una medaglia, e a una dei Mondiali di volo, vincendo una medaglia.

## Palmarès

### Mondiali
- 1 medaglia:
  - 1 bronzo (gara a squadre a Oberstdorf 1987)

### Mondiali di volo
- 1 medaglia:
  - 1 argento (individuale a Tauplitz 1986)

### Coppa del Mondo
- Miglior piazzamento in classifica generale: 4º nel 1986
- 6 podi (tutti individuali):
  - 2 vittorie
  - 3 secondi posti
  - 1 terzi posti

#### Coppa del Mondo - vittorie
| Data             | Località    | Nazione     | Trampolino              |
| ---------------- | ----------- | ----------- | ----------------------- |
| 15 dicembre 1985 | Lake Placid | Stati Uniti | MacKenzie Intervale K86 |
| 3 marzo 1990     | Lahti       | Finlandia   | Salpausselkä K114       |

#### Torneo dei quattro trampolini
- 2 podi di tappa[1]:
  - 2 secondi posti

### Campionati austriaci
- 3 medaglie[2]:
  - 3 bronzi (90 m nel 1987; 70 m nel 1989; 90 m nel 1991)